# Landikon
Landikon är en ort i kommunen Birmensdorf i kantonen Zürich, Schweiz. 